# Adam Hurynowicz
Adam Hilary Kalikstawicz Hurynowicz (biał. Адам Гіляры Калікставіч Гурыновіч; ur. 13 stycznia?/25 stycznia 1869 w folwarku Kowalki w powiecie wilejskim guberni wileńskiej, zm. 23 stycznia?/4 lutego 1894 w folwarku Krystynopol w powiecie święciańskim) – białoruski poeta, folklorysta, działacz polityczny represjonowany przez policję carską za radykalne poglądy społeczne.

## Życiorys
Urodził się w rodzinie drobnego szlachcica, jego ród (herbu Prawdzic) miał jednak stare, tatarskie pochodzenie. Rodzina Hurynowicza była w posiadaniu kilku folwarków. Mały Adam Hurynowicz mieszkał najpierw w folwarku Kowalki, a później – w Krystynopolu. Rodzina nie była bogata, a w 1876 po śmierci Kaliksta Hurynowicza, głowy rodziny i ojca przyszłego poety, jej stan finansowy pogorszył się jeszcze bardziej.
W 1887 Adam Hurynowicz ukończył Wileńską Szkołę Realną i podjął studia w Petersburskim Instytucie Technologicznym. Szybko zmuszony był przerwać naukę z powodu trudności materialnych oraz zapadnięcia na tyfus, w 1888 ponownie zapisał się jednak na pierwszy rok studiów. W latach studenckich aktywnie zajmował się działalnością literacką. W tym okresie powstały jego najlepsze utwory. Wtedy też zaczął tworzyć białoruskie przekłady utworów pisarzy polskich, ukraińskich oraz rosyjskich. Pozostawał pod ogromnym wpływem literatury i osoby Franciszka Bohuszewicza, któremu poświęcił jeden ze swoich najbardziej znanych utworów „Dziakuj tabie, bracie, Buračok Macieju”.
W petersburskim okresie życia poety zasadniczą rolę odgrywać zaczęła również jego działalność polityczna. Około 1889 roku dołączył on do petersburskiego studenckiego ruchu rewolucyjnego. Poeta stał się aktywnym członkiem nielegalnej organizacji o nazwie „Kółko Młodzieży Polsko-Litewsko-Białoruskiej i Małoruskiej”. Przez pewien czas Hurynowicz stał nawet na jej czele. Korespondencja Hurynowicza była śledzona przez organy władzy. Zawarta w jednym z listów do Stanisławy Piatkiewicz prośba o sprowadzenie dla organizacji dużej ilości nielegalnej literatury doprowadziła do aresztowania Hurynowicza przez carską policję i umieszczenia go w twierdzy Pietropawłowskiej. W więzieniu Hurynowicz ciężko zachorował na czarną ospę. Szybko pogarszający się stan zdrowia sprawił, iż pod koniec listopada 1893 został odesłany do rodzinnego folwarku, gdzie niedługo potem zmarł.

## Twórczość
Do historii literatury białoruskiej Hurynowicz przeszedł przede wszystkim jako poeta-rewolucjonista, pieśniarz narodowej niedoli, który wzywał do walki z samodzierżawiem i pierwszy zwrócił się ku tematyce robotniczej. Hurynowicz należał również do grona twórców, którzy zapoczątkowali w literaturze białoruskiej poezję dziecięcą. Jego wiersze mogły ukazać się drukiem dopiero w 1921.
Twórczość Hurynowicza przypadła dodatkowo na czasy dużego zaciekawienia lokalnych literatów białoruską etnografią i folklorem. Prace folklorystyczne podejmowali m.in. tacy pisarze tworzący na ziemiach należących współcześnie do Białorusi jak Eliza Orzeszkowa, Franciszek Bohuszewicz czy Emma Dmochowska. Również i sam Hurynowicz zajął się dokumentowaniem przejawów kultury ludowej w powiecie święciańskim. Pragnąc opublikować wyniki swoich badań, zwrócił się w 1890 o pomoc do Jana Karłowicza, którego rodzinny folwark Wiszniewo znajdował się w odległości zaledwie 10 kilometrów od Krystynopola – folwarku Hurynowiczów. Wydanie prac folklorystycznych Hurynowicza zostało zrealizowane jednak dopiero trzy lata później, a Hurynowicz nie zdążył już przed śmiercią zobaczyć swojego dzieła. W 1893 praca „Zbiór rzeczy białoruskich” została wydrukowana początkowo w XVII tomie czasopisma „Zbiór Wiadomości do Antropologii Krajowej”, wydawanego przez Akademię Umiejętności w Krakowie. Nieco później ukazało się już odrębne wydanie tej pracy pod tytułem „Zbiór rzeczy białoruskich (z gminy Wiszniewskiej, parafii Żodziskiej, pow. Święciańskiego, guberni Wileńskiej)”.
Jako tłumacz Adam Hurynowicz rozpoczął, kontynuowane przez szereg późniejszych twórców, prace nad przekładem na język białoruski dorobku Elizy Orzeszkowej. Pierwszym przełożonym na język białoruski utworem pisarki był „Obrazek z lat głodowych”. Hurynowicz przetłumaczył na język białoruski również m.in. „Hymn” Iwana Franki.